# Código de aeropuertos de OACI

Bandera de la OACI.

El código de aeropuerto OACI (formalmente indicador de lugar OACI) es el código de designación de aeropuertos compuesto de cuatro letras que sirve para identificar cada aeropuerto en todo el mundo.
Los códigos son definidos por la Organización de Aviación Civil Internacional (OACI) y publicados en el documento Doc 7910/195, son usados para el control del tráfico aéreo y operaciones de aerolíneas, tales como la planificación de vuelos. A diferencia de los códigos IATA que son usados para únicamente para identificar aeropuertos en las pizarras de aerolíneas, reservas y equipajes, los códigos OACI son usados además para identificar otras localizaciones como estaciones meteorológicas o Centros de Control de Área.

## Estructura de los códigos

Mapa de las regiones del mundo clasificadas de acuerdo con la primera letra del código de aeropuerto de la OACI.

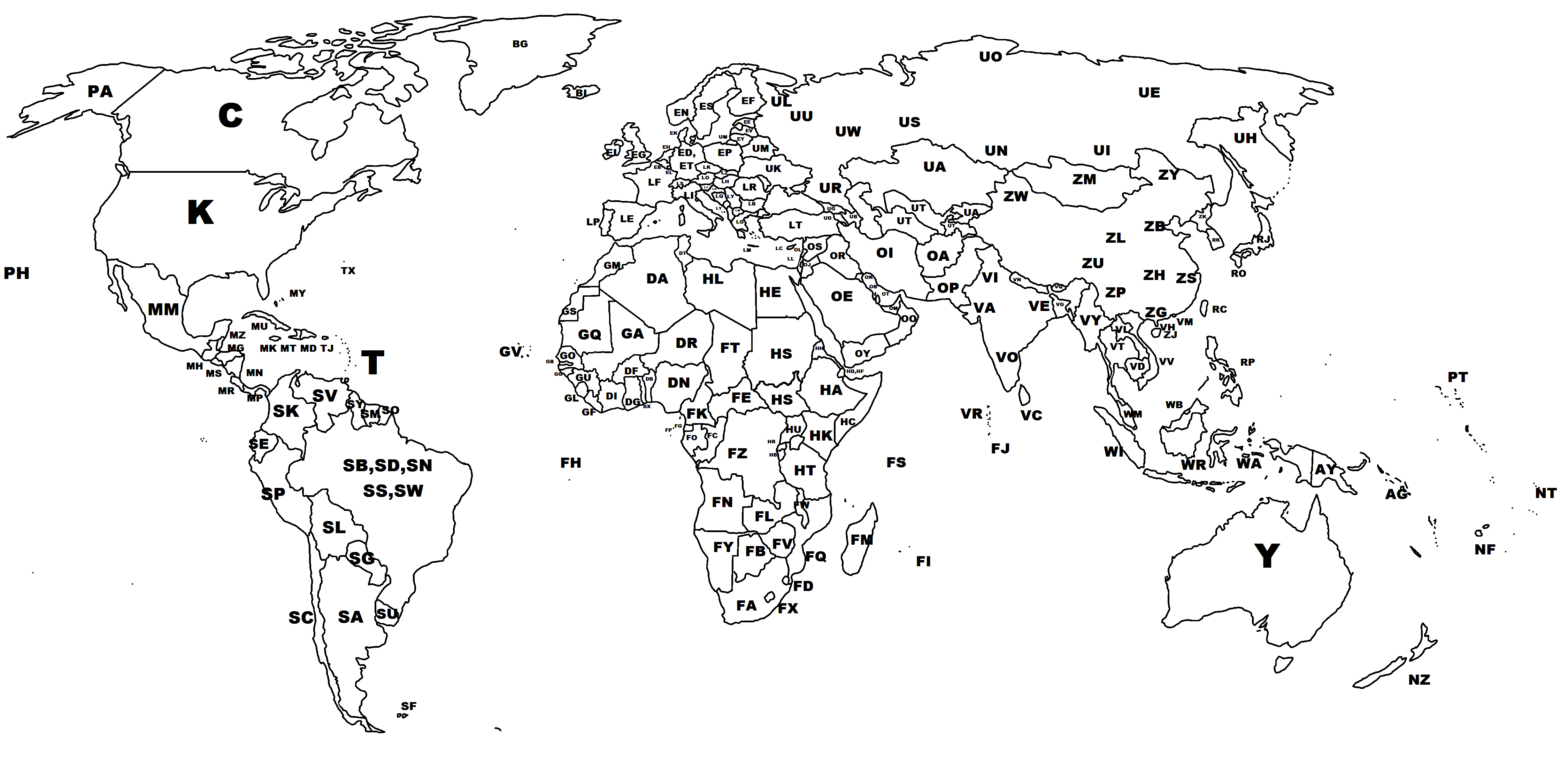
Mapa de los países clasificados de acuerdo con el prefijo de código OACI. También se indica cualquier correspondencia entre regiones subnacionales. Las naciones pequeñas no están etiquetadas individualmente.

A diferencia de los códigos de la IATA, los códigos de la OACI tienen una estructura regional (que se dividen en "secciones" del mundo), no son duplicados, y son comprensibles. En general, la primera letra es asignada por continente y representa a un país o grupo de países de ese continente. La segunda letra representa por lo general un país dentro de esa región, y los dos restantes se utilizan para identificar a cada aeropuerto. La excepción a esta regla son los países más grandes que tienen códigos de una sola letra, donde las otras tres letras identifican el aeropuerto. En cualquier caso, los códigos de la OACI proporcionan  contexto geográfico a diferencia de los códigos de la IATA. Por ejemplo, si se sabe que el código OACI del aeropuerto de Heathrow es EGLL, entonces se puede deducir que el aeropuerto con el código EGNH está en algún lugar del Reino Unido (que es el Aeropuerto Internacional de Blackpool). Por otro lado, sabiendo que el código IATA de este aeropuerto es LHR, no es posible deducir entonces cual es la ubicación del aeropuerto con el código PCI con mayor certeza (es el aeropuerto William T. Piper Memorial Airport en Lock Haven, Pensilvania, Estados Unidos).
En la actualidad, las letras I, J y X no se utilizan como la primera letra de cualquier identificador de la OACI. La letra Q se reserva para las radiocomunicaciones internacionales y otros usos especiales no geográficos (ver Código Q de señales), la letra I se reserva para la ayuda a la navegación, y la J es para el planeta Marte basado en el cráter de Jezero.
En los Estados Unidos y Canadá, a la mayoría de los aeropuertos, aunque no todos, se le ha asignado códigos de tres letras IATA que son los mismos que su código OACI sin las letras precedentes C o K, como en los casos de los códigos YYC y CYYC (pertenecientes al Aeropuerto Internacional de Calgary) y la pareja de códigos IAD y KIAD (del Aeropuerto Internacional Washington Dulles, Chantilly, Virginia). Estos códigos no deben ser confundidos con los indicativos usados en estaciones de radio o televisión, incluso cuando ambos países usan indicativos de cuatro letras que comienzan con C y K. Sin embargo, debido a que los territorios de Alaska, Hawái y de Estados Unidos tienen sus propios  prefijos de dos letras de la OACI, la situación es similar a la de otros países más pequeños y el código OACI de sus aeropuertos suele ser diferente de su correspondiente identificador de tres letras de la FAA/IATA.
En la región L (al sur de Europa), todos los prefijos disponibles de 2 letras se han agotado y por lo tanto no se pueden añadir otros países. El código ZZZZ es un código especial que se utiliza cuando no existe código de la OACI para el aeropuerto y se utiliza normalmente en los  planes de vuelo.
Una lista de los aeropuertos, ordenados por código OACI, están disponibles a continuación.

## Prefijos
La primera letra define la región geográfica en donde se encuentra y la segunda el país donde se ubica el aeropuerto. Los prefijos son:
| Código prefijo | País                                                                                                |
|                | A - Pacífico Sur Occidental                                                                         |
| -------------- | --------------------------------------------------------------------------------------------------- |
| AG             | Islas Salomón                                                                                       |
| AN             | Nauru                                                                                               |
| AY             | Papúa Nueva Guinea                                                                                  |
|                | B - Islandia, Groenlandia y Kosovo                                                                  |
| BG             | Groenlandia                                                                                         |
| BI             | Islandia                                                                                            |
| BK             | Kosovo                                                                                              |
|                | C - Canadá                                                                                          |
| C              | Canadá                                                                                              |
|                | D - África Occidental                                                                               |
| DA             | Argelia                                                                                             |
| DB             | Benín                                                                                               |
| DF             | Burkina Faso                                                                                        |
| DG             | Ghana                                                                                               |
| DI             | Costa de Marfil                                                                                     |
| DN             | Nigeria                                                                                             |
| DR             | Níger                                                                                               |
| DT             | Túnez                                                                                               |
| DX             | Togo                                                                                                |
|                | E - Norte de Europa                                                                                 |
| EB             | Bélgica                                                                                             |
| ED             | Alemania                                                                                            |
| EE             | Estonia                                                                                             |
| EF             | Finlandia                                                                                           |
| EG             | Reino Unido                                                                                         |
| EH             | Países Bajos                                                                                        |
| EI             | República de Irlanda                                                                                |
| EK             | Dinamarca                                                                                           |
| EL             | Luxemburgo                                                                                          |
| EN             | Noruega                                                                                             |
| EP             | Polonia                                                                                             |
| ES             | Suecia                                                                                              |
| ET             | Alemania (militar)                                                                                  |
| EV             | Letonia                                                                                             |
| EY             | Lituania                                                                                            |
|                | F - Sur de África                                                                                   |
| FA             | Sudáfrica                                                                                           |
| FB             | Botsuana                                                                                            |
| FC             | República del Congo                                                                                 |
| FD             | Suazilandia                                                                                         |
| FE             | República Centroafricana                                                                            |
| FG             | Guinea Ecuatorial                                                                                   |
| FH             | Isla Ascensión e Isla Saint Helena                                                                  |
| FI             | Mauricio                                                                                            |
| FJ             | Territorio Británico en el Océano Índico                                                            |
| FK             | Camerún                                                                                             |
| FL             | Zambia                                                                                              |
| FM             | Comoras, Madagascar, Mayotte, Reunión                                                               |
| FN             | Angola                                                                                              |
| FO             | Gabón                                                                                               |
| FP             | San Tomé y Príncipe                                                                                 |
| FQ             | Mozambique                                                                                          |
| FS             | Islas Seychelles                                                                                    |
| FT             | Chad                                                                                                |
| FV             | Zimbabue                                                                                            |
| FW             | Malaui                                                                                              |
| FX             | Lesoto                                                                                              |
| FY             | Namibia                                                                                             |
| FZ             | República Democrática del Congo                                                                     |
|                | G - Nor-Occidente de África                                                                         |
| GA             | Malí                                                                                                |
| GB             | Gambia                                                                                              |
| GC             | Islas Canarias                                                                                      |
| GE             | Ceuta y Melilla                                                                                     |
| GF             | Sierra Leona                                                                                        |
| GG             | Guinea-Bissau                                                                                       |
| GL             | Liberia                                                                                             |
| GM             | Marruecos                                                                                           |
| GO             | Senegal                                                                                             |
| GQ             | Mauritania                                                                                          |
| GS             | Sáhara Occidental                                                                                   |
| GU             | Guinea                                                                                              |
| GV             | Cabo Verde                                                                                          |
|                | H - Nor-Oriente de África                                                                           |
| HA             | Etiopía                                                                                             |
| HB             | Burundi                                                                                             |
| HC             | Somalia                                                                                             |
| HD             | Yibuti                                                                                              |
| HE             | Egipto                                                                                              |
| HH             | Eritrea                                                                                             |
| HK             | Kenia                                                                                               |
| HL             | Libia                                                                                               |
| HR             | Ruanda                                                                                              |
| HS             | Sudán                                                                                               |
| HT             | Tanzania                                                                                            |
| HU             | Uganda                                                                                              |
|                | K - Estados Unidos (excluyendo Alaska y Hawaii)                                                     |
| K              | Estados contiguos de los Estados Unidos                                                             |
|                | L - Sur de Europa, Israel y Turquía                                                                 |
| LA             | Albania                                                                                             |
| LB             | Bulgaria                                                                                            |
| LC             | Chipre                                                                                              |
| LD             | Croacia                                                                                             |
| LE             | España (excepto Canarias, Ceuta y Melilla)                                                          |
| LF             | Francia, incluyendo San Pedro y Miquelón                                                            |
| LG             | Grecia                                                                                              |
| LH             | Hungría                                                                                             |
| LI             | Italia                                                                                              |
| LJ             | Eslovenia                                                                                           |
| LK             | República Checa                                                                                     |
| LL             | Israel                                                                                              |
| LM             | Malta                                                                                               |
| LN             | Mónaco                                                                                              |
| LO             | Austria                                                                                             |
| LP             | Portugal, incluyendo las Azores                                                                     |
| LQ             | Bosnia y Herzegovina                                                                                |
| LR             | Rumanía                                                                                             |
| LS             | Suiza                                                                                               |
| LT             | Turquía                                                                                             |
| LU             | Moldavia                                                                                            |
| LV             | Franja de Gaza                                                                                      |
| LW             | Macedonia del Norte                                                                                 |
| LX             | Gibraltar                                                                                           |
| LY             | Serbia y Montenegro                                                                                 |
| LZ             | Eslovaquia                                                                                          |
|                | M - América Central y México                                                                        |
| MB             | Islas Turcas y Caicos                                                                               |
| MD             | República Dominicana                                                                                |
| MG             | Guatemala                                                                                           |
| MH             | Honduras                                                                                            |
| MK             | Jamaica                                                                                             |
| MM             | México                                                                                              |
| MN             | Nicaragua                                                                                           |
| MP             | Panamá                                                                                              |
| MR             | Costa Rica                                                                                          |
| MS             | El Salvador                                                                                         |
| MT             | Haití                                                                                               |
| MU             | Cuba                                                                                                |
| MW             | Islas Caimán                                                                                        |
| MY             | Bahamas                                                                                             |
| MZ             | Belice                                                                                              |
|                | N - Pacífico Sur                                                                                    |
| NC             | Islas Cook                                                                                          |
| NF             | Fiyi, Tonga                                                                                         |
| NG             | Kiribati (Islas Gilbert), Tuvalu                                                                    |
| NI             | Niue                                                                                                |
| NL             | Wallis y Futuna                                                                                     |
| NS             | Samoa                                                                                               |
| NT             | Polinesia Francesa                                                                                  |
| NV             | Vanuatu                                                                                             |
| NW             | Nueva Caledonia                                                                                     |
| NZ             | Nueva Zelanda                                                                                       |
|                | O - Sur-Oeste de Asia (excluyendo Israel y Turquía)                                                 |
| OA             | Afghanistán                                                                                         |
| OB             | Baréin                                                                                              |
| OE             | Arabia Saudita                                                                                      |
| OI             | Irán                                                                                                |
| OJ             | Jordania y Cisjordania                                                                              |
| OK             | Kuwait                                                                                              |
| OL             | Líbano                                                                                              |
| OM             | Emiratos Árabes Unidos                                                                              |
| OO             | Omán                                                                                                |
| OP             | Pakistán                                                                                            |
| OR             | Irak                                                                                                |
| OS             | Siria                                                                                               |
| OT             | Catar                                                                                               |
| OY             | Yemen                                                                                               |
|                | P - Pacífico Norte Oriental                                                                         |
| PA             | Alaska solamente                                                                                    |
| PB             | Islas Baker                                                                                         |
| PC             | Kiribati (Canton Airfield, Islas Fénix)                                                             |
| PF             | Fort Yukon, Alaska                                                                                  |
| PG             | Guam, Islas Marianas del Norte                                                                      |
| PH             | Hawái solamente                                                                                     |
| PJ             | Johnston Atoll                                                                                      |
| PK             | Islas Marshall                                                                                      |
| PL             | Kiribati (Line Islands)                                                                             |
| PM             | Islas Midway                                                                                        |
| PO             | Oliktok Long Range Radar Station, Alaska                                                            |
| PP             | Point Lay, Alaska                                                                                   |
| PT             | Estados Federados de Micronesia, Palaos                                                             |
| PW             | Isla Wake                                                                                           |
|                | R - Pacífico Norte Occidental                                                                       |
| RC             | Taiwán                                                                                              |
| RJ             | Japón (la mayor parte del país)                                                                     |
| RK             | Corea del Sur                                                                                       |
| RO             | Japón (Prefectura de Okinawa y Yoron)                                                               |
| RP             | Filipinas                                                                                           |
|                | S - Sudamérica                                                                                      |
| SA             | Argentina                                                                                           |
| SB             | Brasil (también SD, SN, SS y SW)                                                                    |
| SC             | Chile (también SH para el caso de helipuertos)                                                      |
| SD             | Brasil (también SB, SN, SS y SW)                                                                    |
| SE             | Ecuador                                                                                             |
| SF             | Islas Malvinas                                                                                      |
| SG             | Paraguay                                                                                            |
| SK             | Colombia                                                                                            |
| SL             | Bolivia                                                                                             |
| SM             | Surinam                                                                                             |
| SN             | Brasil (también SB, SD, SS y SW)                                                                    |
| SO             | Guayana Francesa                                                                                    |
| SP             | Perú                                                                                                |
| SS             | Brasil (también SB, SD, SN y SW)                                                                    |
| SU             | Uruguay                                                                                             |
| SV             | Venezuela                                                                                           |
| SW             | Brasil (también SB, SD, SN y SS)                                                                    |
| SY             | Guyana                                                                                              |
|                | T - Región del Caribe                                                                               |
| TA             | Antigua y Barbuda                                                                                   |
| TB             | Barbados                                                                                            |
| TD             | Dominica                                                                                            |
| TF             | Guadalupe                                                                                           |
| TG             | Granada                                                                                             |
| TI             | Islas Vírgenes de los Estados Unidos                                                                |
| TJ             | Puerto Rico                                                                                         |
| TK             | San Cristóbal y Nieves                                                                              |
| TL             | Santa Lucía                                                                                         |
| TN             | Antillas Neerlandesas, Aruba                                                                        |
| TQ             | Anguilla                                                                                            |
| TR             | Montserrat                                                                                          |
| TT             | Trinidad y Tobago                                                                                   |
| TU             | Islas Vírgenes Británicas                                                                           |
| TV             | San Vicente y Granadinas                                                                            |
| TX             | Bermudas                                                                                            |
|                | U - Rusia y ex-estados soviéticos                                                                   |
| U              | Rusia (excepto UA, UB, UG, UK, UM y UT)                                                             |
| UA             | Kazajistán, Kirguistán                                                                              |
| UB             | Azerbaiyán                                                                                          |
| UG             | Armenia, Georgia                                                                                    |
| UK             | Ucrania                                                                                             |
| UM             | Bielorrusia                                                                                         |
| UT             | Tayikistán, Turkmenistán, Uzbekistán                                                                |
|                | V - Sur de Asia (excepto Pakistán), Región Continental del Sur-Occidente de Asia, Hong Kong y Macau |
| VA             | India (también VE, VI y VO)                                                                         |
| VC             | Sri Lanka                                                                                           |
| VD             | Camboya                                                                                             |
| VE             | India (también VA, VI y VO)                                                                         |
| VG             | Bangladés                                                                                           |
| VH             | Hong Kong                                                                                           |
| VI             | India (también VA, VE y VO)                                                                         |
| VL             | Laos                                                                                                |
| VM             | Macao                                                                                               |
| VN             | Nepal                                                                                               |
| VO             | India (también VA, VE y VI)                                                                         |
| VQ             | Bután                                                                                               |
| VR             | Maldivas                                                                                            |
| VT             | Tailandia                                                                                           |
| VV             | Vietnam                                                                                             |
| VY             | Birmania                                                                                            |
|                | W - Sur-Oriente Marítimo de Asia (excepto Islas Filipinas)                                          |
| WA             | Indonesia (también WI, WQ y WR)                                                                     |
| WB             | Malasia (también WM), Brunéi                                                                        |
| WI             | Indonesia (también WA, WQ y WR)                                                                     |
| WM             | Malasia (también WB)                                                                                |
| WP             | Timor Oriental                                                                                      |
| WQ             | Indonesia (también WA, WI y WR)                                                                     |
| WR             | Indonesia (también WA, WI y WQ)                                                                     |
| WS             | Singapur                                                                                            |
|                | Y - Australia                                                                                       |
| Y              | Australia                                                                                           |
|                | Z - Oriente de Asia (excepto Hong Kong, Japón, Macau, Corea del Sur y Taiwán)                       |
| Z              | República Popular China (excepto ZK y ZM)                                                           |
| ZK             | Corea del Norte                                                                                     |
| ZM             | Mongolia                                                                                            |